# Форест (Франция)
Форе́ст (фр. Foreste) — коммуна во Франции, находится в регионе Пикардия. Департамент коммуны — Эна. Входит в состав кантона Сен-Кантен-1. Округ коммуны — Сен-Кантен.
Код INSEE коммуны — 02327.

## Население
Население коммуны на 2010 год составляло 184 человека.
| 1962 | 1968 | 1975 | 1982 | 1990 | 1999 | 2010 |
| ---- | ---- | ---- | ---- | ---- | ---- | ---- |
| 175  | 170  | 163  | 199  | 165  | 143  | 184  |

## Экономика
В 2010 году среди 108 человек трудоспособного возраста (15—64 лет) 72 были экономически активными, 36 — неактивными (показатель активности — 66,7 %, в 1999 году было 68,0 %). Из 72 активных жителей работали 60 человек (37 мужчин и 23 женщины), безработных было 12 (5 мужчин и 7 женщин). Среди 36 неактивных 8 человек были учениками или студентами, 12 — пенсионерами, 16 были неактивными по другим причинам.